# Arpema megalopia
Arpema megalopia är en fjärilsart som beskrevs av William Schaus 1915. Arpema megalopia ingår i släktet Arpema och familjen tandspinnare. Inga underarter finns listade i Catalogue of Life.